# Hayes & Yeading United F.C.
Hayes & Yeading United FC là một câu lạc bộ bóng đá có trụ sở tại Hayes, Khu Hillingdon của Luân Đôn, Anh. Thành lập vào năm 2007, đội bóng hiện thi đấu tại Southern League Premier Division South và có sân nhà ở sân vận động Skyex.

## Danh hiệu
- Isthmian League
  - Nhà vô địch South Central Division mùa giải 2018-19
- Southern League
  - Nhà vô địch Challenge Cup mùa giải 2016–17
  - Á quân Middlesex Senior Cup mùa giải 2010-11
  - Đội thắng trận Play Off Conference South mùa giải 2008-09[2][3]